# Лопез-Коломе, Ана Мария
Ана Мария Лопез-Коломе — выдающийся мексиканский биохимик, получившая в 2002 году премию L’Oréal-ЮНЕСКО для женщин в науке — Латинская Америка за свои исследования сетчатки человека и профилактику пигментного ретинита и нескольких ретинопатий.
Лопез-Коломе — бывшая заведующая кафедрой биохимии медицинского факультета и научная сотрудница Института клеточной физиологии Национального автономного университета Мексики (УНАМ). Она получила степень бакалавра биологии, степень магистра химии и степень доктора биохимии.

## Награды
- SNI Nivel III (награда присуждается Национальным научным фондом Мексики на основе публикаций и влиятельности)
- «Mexicanos Notables». Canal 11, 2009 (награда присуждается мексиканским государственным телеканалом 11 и присуждается только выдающимся мексиканцам)
- Награда Ciudad Capital: Эберто Кастильо Мартинес. Деноминация «Thalia Harmony Bailet» в области здоровья. 2008 год
- Награда «Женщина-лидер 2008». Consorcio «Mundo Ejecutivo» (Импресарио). 2008 г.
- Премия «Sor Juana Inés de la Cruz» UNAM, 2006 (награда присуждается только одной женщине в каждой школе UNAM и является престижной наградой для признания женщин-лидеров в университете)
- Премия UNAM, исследования в области естественных наук, 2002 г.
- «Mujer del Año» («Женщина года»). Patronato Nacional de La Mujer del Año, 2002 г.[3]
- Признана самой умной женщиной Мексики, премия Лауреаны Райт, присуждаемая Мексиканским обществом географии и статистики. 2003 г.
- Награда за лучшее фундаментальное исследование на первом курсе университета. Национальная медицинская академия Мексики, 2003 г.
- Признана Женщиной года Ротари-клубом Педрегала, 2003 г.
- Премия «Хартли». Саутгемптонский университет, Великобритания, 1985 г.
- Премия Габино Барреда 1985. UNAM (престижная награда, вручается студенту с самым высоким средним баллом в каждом поколении UNAM).